# Symphonie no 14 de Joseph Haydn
Pour les articles homonymes, voir Symphonie no 14.
La Symphonie no 14 en la majeur Hob. I:14 est une symphonie du compositeur autrichien Joseph Haydn, composée entre 1761 et 1763.

## Analyse de l'œuvre
La symphonie comporte quatre mouvements:
1. Allegro molto
2. Andante
3. Menuet
4. Allegro molto

Durée approximative : 16 minutes.

## Instrumentation
- deux hautbois, un basson, deux cors, cordes, continuo